# گریگور آزیزیان (نقاش)
گریگور میناسی آزیزیان (ارمنی: Գրիգոր Մինասի Ազիզյան؛ زاده ۱ ژانویهٔ ۱۹۲۳ - درگذشته ۱ ژانویهٔ ۲۰۰۳) نقاش اهل ارمنستان بود.

## زندگی‌نامه
وی در ۱ ژانویهٔ ۱۹۲۳ در آرماویر به دنیا آمد و از انستیتو دولتی هنری و نمایشی ایروان (۱۹۵۳) فارغ‌التحصیل گشت. وی همچنین برنده جوایزی همچون نقاش شایسته ارمنستان شوروی شد. وی در ۱ ژانویهٔ ۲۰۰۳ در سن ۸۰ سالگی در ایروان درگذشت.